# Jack Cartwheel
Jack Cartwright, mejor conocido bajo el nombre de ring Jack Cartwheel, es un luchador profesional estadounidense conocido por su paso por el circuito independiente de California. Ha aparecido en Ring of Honor, All Elite Wrestling, Lucha Libre AAA Worldwide y Game Changer Wrestling.

## Carrera
Cartwright debutó en el circuito independiente en 2019. El 15 de mayo de 2021 hizo su debut para Game Changer Wrestling, derrotando a Jimmy Lloyd. El 2 de febrero de 2023, hizo una aparición en Major League Wrestling, haciendo equipo con Myzteziz Jr. y Willie Mack derrotando a Dinamico, Genio del Aire y Skalibur.
El 3 de marzo de 2023, hizo su debut en All Elite Wrestling en Dark perdiendo ante Konosuke Takeshita. Hizo su debut televisivo en AEW el 8 de marzo de 2023, en Rampage, haciendo equipo con Starboy Charlie y perdiendo ante The Acclaimed.
En Final Battle 2023 de Ring of Honor, Cartwright luchó en la lucha eliminatoria Survival of the Fittest  por el Campeonato Mundial de Televisión de ROH perdiendo ante Bryan Keith. El 16 de mayo de 2024, hizo su debut en Collision perdiendo ante Nick Wayne.

## Campeonatos y logros
- Gold Coast Federation
  - GCF SoCal Championship (1 vez)
- Supreme Pro Wrestling
  - SPW Extreme Championship (1 vez)
- Demand Lucha
  - Lucha Premier Championship (1 vez)